# 1179
Високе Середньовіччя •  Золота доба ісламу •  Реконкіста •  Хрестові походи •  Київська Русь

## Геополітична ситуація
Візантію очолює Мануїл I Комнін (до 1180). Фрідріх Барбаросса є імператором Священної Римської імперії (до 1190), Людовик VII Молодий королює у Франції (до 1180).
Апеннінський півострів розділений: північ належить Священній Римській імперії, середню частину займає Папська область, більша частина півдня належить Сицилійському королівству. Деякі міста півночі: Венеція, Піза, Генуя тощо, мають статус міст-республік, частина з яких об'єднана Ломбардською лігою.
Південь Піренейського півострова в руках у маврів. Північну частину півострова займають християнські Кастилія, Леон (Астурія, Галісія), Наварра та Арагонське королівство (Арагон, Барселона). Королем Англії є Генріх II Плантагенет (до 1189), королем Данії — Вальдемар I Великий (до 1182).
У Києві княжить Святослав Всеволодович (до 1181). Ярослав Осмомисл княжить у Галичі (до 1187), Ярослав Всеволодович у Чернігові (до 1198), Всеволод Велике Гніздо у Володимирі-на-Клязмі (до 1212). Новгородська республіка та Володимиро-Суздальське князівство фактично відокремилися від Русі. У Польщі період роздробленості. На чолі королівства Угорщина стоїть Бела III (до 1196).
На Близькому Сході існують держави хрестоносців: Єрусалимське королівство, Антіохійське князівство, графство Триполі. Сельджуки окупували Персію та Малу Азію, в Єгипті та частині Сирії править династія Аюбідів, у Магрибі панують Альмохади, у Середній Азії правлять Караханіди та Каракитаї. Газневіди втримують частину Індії. У Китаї співіснують держава ханців, де править династія Сун, держава чжурчженів, де править династія Цзінь, та держава тангутів Західна Ся. На півдні Індії домінує Чола. В Японії триває період Хей'ан.

## Події
- Третій Латеранський собор утвердив правила обрання папи колегією кардиналів, засудив єресі катарів та вальденсів.
- Антипапу Іннокентія III заслано в монастир.
- Буллою Manifestis Probatum папа Олександр III визнав Португалію суверенним королівством під опікою Святої Церкви.
- Салах ад-Дін, султан Єгипту та Сирії, завдав важкої поразки хрестоносцям і зруйнував недобудовану фортецю на броді святого Якова.
- Ярл Ерлінг Скакке загинув у битві, що повернуло громадянську війну в Норвегії на користь біркебейнерів.
- У Франції Філіпа II висвячено на короля ще за життя його паралізованого батька Людовика VII.
- На півдні Піренейського півострова Альмохади почали великий наступ на Португалію, як на суші, так і на морі.
- Гурид Мухаммад Горі захопив Пешавар.